# Andy Martin
Andy Martin is een Amerikaanse YouTube-gitarist en een van de bekendste gitaar- en -randapparatuur demonstrators op YouTube die door velen wordt gezien als een van de belangrijkste pioniers op het gebied van gitaarapparatuurdemonstraties op YouTube. Zijn online carrière begon toen hij voor Pro Guitar Shop, een muziekinstrumenten winkel in Portland, en het aanverwante online magazine Tone Report demonstratievideo's van gitaren, gitaarversterkers en effectpedalen ging maken, waarbij het beeld en geluid professioneel was opgenomen. Zijn eerste video werd op 8 december 2007 op YouTube geplaatst. Voor die tijd had hij al ervaring met opnametechniek en nabewerking opgedaan in een “low budget” studio in Hollywood. Pro Guitar Shop demo’s was een van de eerste kanalen op YouTube die een professionele aanpak voor het demonstreren van gitaarapparatuur had. Op 1 november 2017 werden Pro Guitar Shop en Tone Report overgenomen door het wereldwijde online instrumentenverkoop platform Reverb. Pro Guitar Shop had ten tijde van de overname bijna 300.000 volgers op YouTube en bijna een kwart miljard views. Sindsdien maakt hij deel uit van een team dat demo-video’s maakt voor voor Reverb. Bij Reverb heeft hij een grotere studio tot zijn beschikking om in te werken waardoor er meer camara’s in passen en de video’s er nog wat gelikter uitzien. In december 2018 plaatste Music Radar hem op positie 12 van hun favoriete gitaarpersoonlijkheden op internet.

## Trivia
- Andy Martin heeft een opvallende speelstijl omdat hij geen plectrum gebruikt, maar alles met zijn duim speelt.
- Martin produceert zijn video’s zelf, inclusief de begeleidingstracks waar hij overheen speelt.[4]
- Aangezien Reverb een verkoopplatform is waar veel tweedehands instrumentarium wordt verkocht, demonstreert Andy Martin voor Reverb ook vintage pedalen.
- Andy Martin heeft voor zijn internetcarrière een tijdje in de productielijn van effectpedalenfabrikant MXR gewerkt.